# Søster Abraham
Kirsten Stoffregen Pedersen (født 26. februar 1932 i Valby i København, død 30. maj 2017) var en dansk nonne, foredragsholder og skribent. Gennem 11 år var hun Birgittinernonne i Vadstena i Sverige, men udtrådte af ordenen. I 1964 rejste hun til Israel og besøgte Benediktinersøstrene på Oliebjerget ved Jerusalem. Her forblev hun og fik ordensnavnet Søster Abraham som betegnelse for det, der optog hende mest – at arbejde for fred mellem de tre abrahamitiske religioner, jødedom, kristendom og islam, der alle har patriarken Abraham som grundlæggende skikkelse. I 2014 vendte hun nødtvungent tilbage til Danmark.